# 佐々木剛 (ラグビー選手)
佐々木 剛（ささき たけし、1997年4月17日 - ）は、ジャパンラグビーリーグワン東芝ブレイブルーパス東京に所属するラグビー選手。

## プロフィール
- 青森県八戸市出身[1]。
- ポジションはナンバーエイト (No.8)。
- 身長: 180 cm、体重: 98 kg
- ジュニア・ジャパンに選ばれたことがある[2]。
- U20日本代表に選ばれたことがある[3]。

## 略歴
小学1年生からラグビーを始めるも、当初は木登り・砂いじりなど
ラグビーというより指導員から逃げ回るやんちゃな少年。
2016年、八戸西高校卒業後、大東文化大学に入学。
2019年、大東文化大学ラグビー部の主将に就任した。
2020年、大東文化大学卒業後、東芝ブレイブルーパス (現・東芝ブレイブルーパス東京)に加入。
2021年3月6日にジャパンラグビートップリーグ第3節三菱重工相模原ダイナボアーズ戦に途中出場で公式戦初出場を果たす。